# Suzanne Bischoff van Heemskerck
Suzanne Caroline Bischoff van Heemskerck (Den Haag, 31 juli 1950) is een Nederlandse voormalig ambtenaar en ex-politica voor Democraten 66.
In 1968 deed Bischoff, telg uit het geslacht Bischoff, eindexamen gymnasium aan het Rijnlands Lyceum in Wassenaar. Na haar studie rechten (afstudeerrichting internationaal recht) aan de Rijksuniversiteit Utrecht begon ze als ambtenaar op het ministerie van Buitenlandse Zaken waar ze zich met name bezighield met handelspolitieke zaken en ontwikkelingssamenwerking.
Daarna kwam ze in 1979 voor D66 in de Tweede Kamer en verruilde deze in 1981 voor de Eerste Kamer waarin ze tot 1986 zitting had. Ook als Kamerlid was ze gefocust op ontwikkelingssamenwerking en daarnaast ook op emancipatie.
Vervolgens was ze in de Verenigde Staten eveneens op het gebied van de ontwikkelingssamenwerking actief. In 1999 promoveerde ze in de rechten. Ze was uitvoerend directeur van de Epilepsie Stichting van Virginia.
Suzanne Bischoff van Heemskerck is getrouwd en lid van de Nederlandse Hervormde Kerk (tegenwoordig PKN). Haar vader Freek Bischoff van Heemskerck was onder andere eerste stalmeester van de koninginnen Wilhelmina, Juliana en Beatrix; haar moeder Katy Telders was grootmeesteres van Beatrix.
- Library of Congress Control Number: no2011058260
- Parlement.com: vg09llmdldyu
- Virtual International Authority File: 170059796
- WorldCat: E39PCjBHCH37DVVqfx9Pv4K4xC